# هذلولی‌گون

در هندسهٔ تحلیلی، هذلولی‌گون (به انگلیسی: Hyperboloid) یک رویه و از انواع رویه‌های درجهٔ دوم است.
هذلولی‌گون دورانی حالت خاصی از هذلولی‌گون است که از دوران یک هذلولی حول محور تقارن آن به دست می‌آید.
هذلولی‌گون‌ها به دو دستهٔ یکپارچه (همبند) و هذلولی‌گون دوپارچه (ناهمبند) تقسیم می‌شوند.
| هذلولی‌گون یکپارچه | مخروط بیضوی | هذلولی‌گون دوپارچه |

## معادلهٔ استاندارد

### هذلولی‌گون یکپارچه

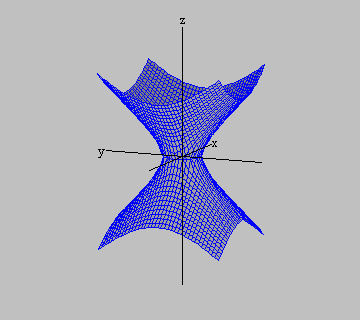

در دستگاه مختصات دکارتی، روش استاندارد نمایش یک هذلولی‌گون یکپارچه با مرکز تقارن در مبدأ مختصات به صورت زیر است:
{\displaystyle {x^{2} \over a^{2}}+{y^{2} \over b^{2}}-{z^{2} \over c^{2}}=1}
اگر {\displaystyle a=b} باشد هذلولی‌گون دورانی حاصل می‌شود.

### هذلولی‌گون دوپارچه

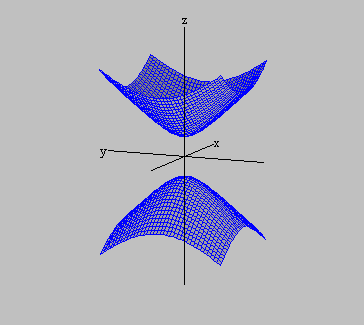

در دستگاه مختصات دکارتی، روش استاندارد نمایش یک هذلولی‌گون دوپارچه با مرکز تقارن در مبدأ مختصات به صورت زیر است:
{\displaystyle {x^{2} \over a^{2}}+{y^{2} \over b^{2}}-{z^{2} \over c^{2}}=-1}
اگر {\displaystyle a=b} باشد هذلولی‌گون دورانی حاصل می‌شود.

### مخروط بیضوی
با این که سطح مخروطی هذلولی‌گون نیست، به دلیل شباهتش با هر دو نوع هذلولی‌گون آن را در این‌جا آوردیم:
{\displaystyle {x^{2} \over a^{2}}+{y^{2} \over b^{2}}-{z^{2} \over c^{2}}=0}
اگر {\displaystyle a=b} باشد مخروط (دایروی) حاصل می‌شود.

### در ابعاد بالاتر
یک ابرهذلولی‌گون در فضای {\displaystyle \mathbb {R} ^{n}}، یک ابررویهٔ درجه دو است. ابرهذلولی‌گون ممکن است چندپارچه باشد (به این معنی که تعداد مؤلّفه‌های همبندی‌اش بیش از دو باشند).
یک ابرهذلولی‌گون، همهٔ نقاطی مانند {\displaystyle P=(x_{1},x_{2},\dots ,x_{n})} است که در معادلهٔ استاندارد زیر صدق کنند:
{\displaystyle \pm {x_{1}^{2} \over c_{1}^{2}}\pm {x_{2}^{2} \over c_{2}^{2}}\pm \dots \pm {x_{n}^{2} \over c_{n}^{2}}=1}

## سازه‌های هذلولی‌وار
هذلولی‌وارهای یکپارچه در معماری سازه‌ها استفاده می‌شوند، به این دلیل که می‌توان آن‌ها را با تیرآهن‌های راست ساخت که باعث کاهش هزینه‌ها و افزایش استحکام می‌شود.

## نگارخانه

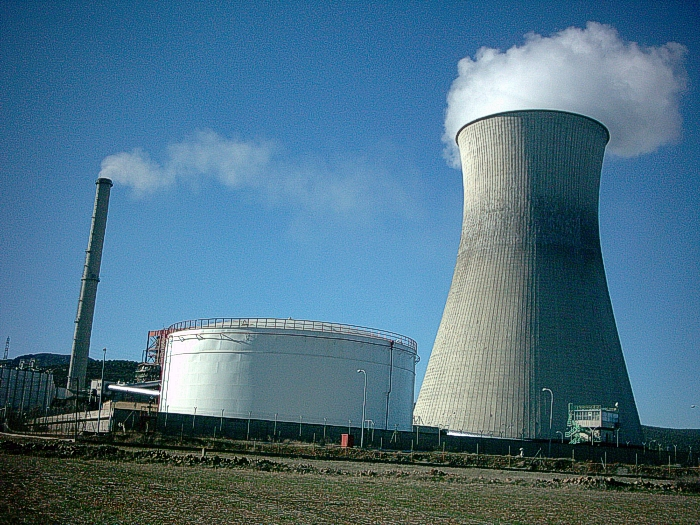
برج خنک‌کننده پوئرتولانو، اسپانیا.
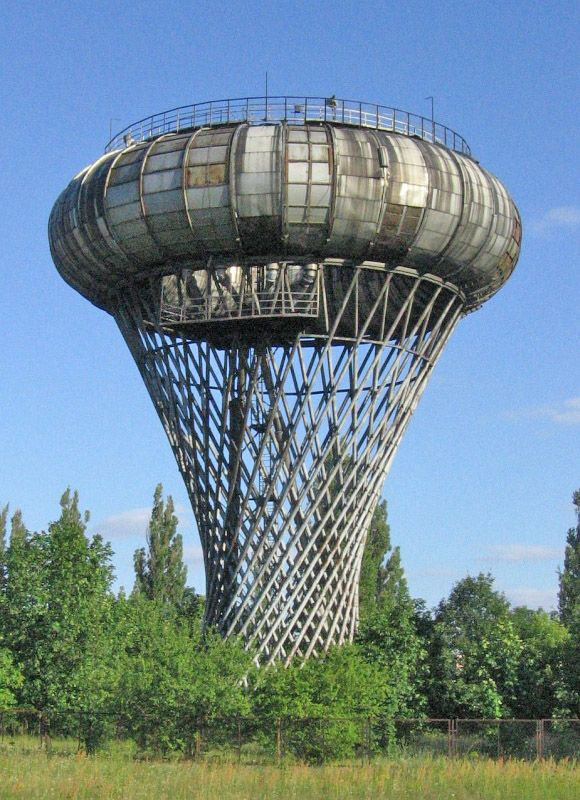
برج آب با مخزن چنبره‌ای طراحی‌شده توسط یان بوگوسلاوسکی در سییچانو، لهستان.
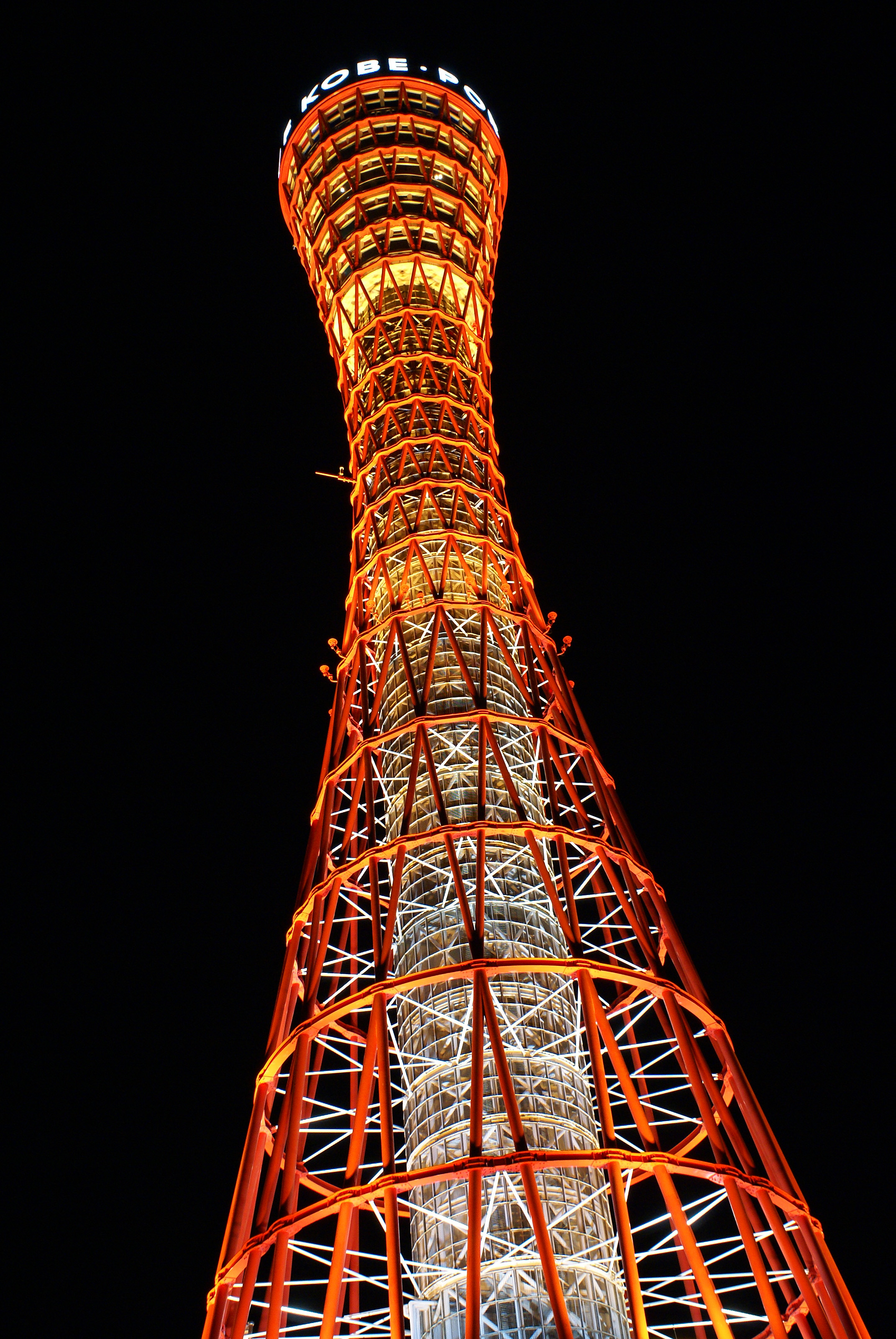
برج هذلولی‌وار بندر کوبه، کوبه ژاپن.
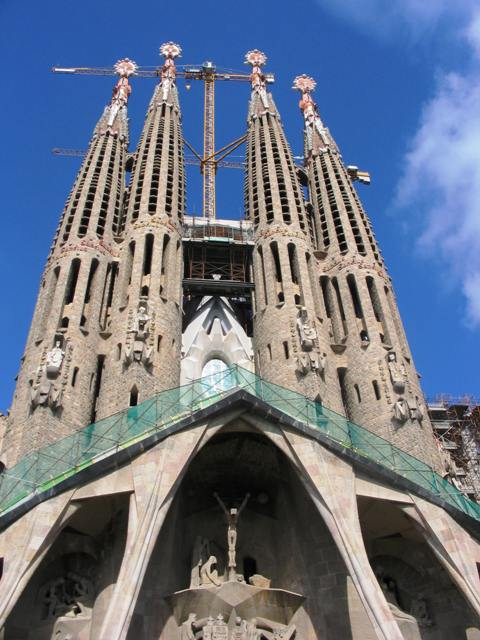
ساگرادا فامیلیا اثر آنتونی گاودی، جزئیات هذلولی‌وار نما، بارسلون اسپانیا.
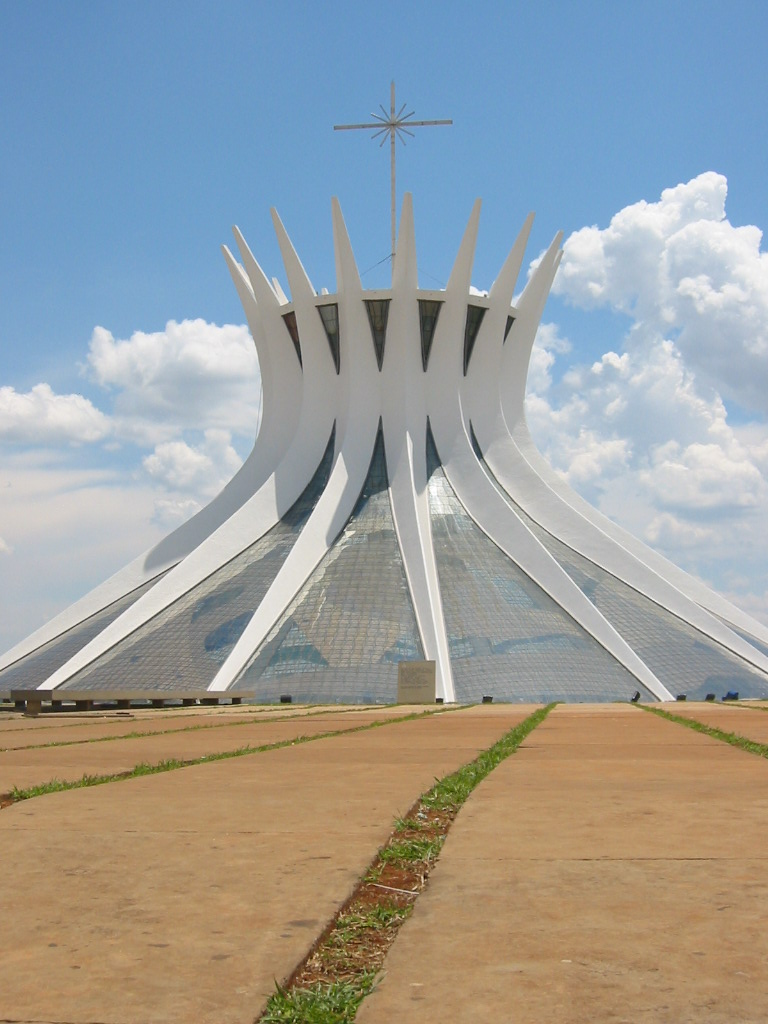
کلیسای هذلولوی برازیلیا ساخته اسکار نیمایر، برزیل.
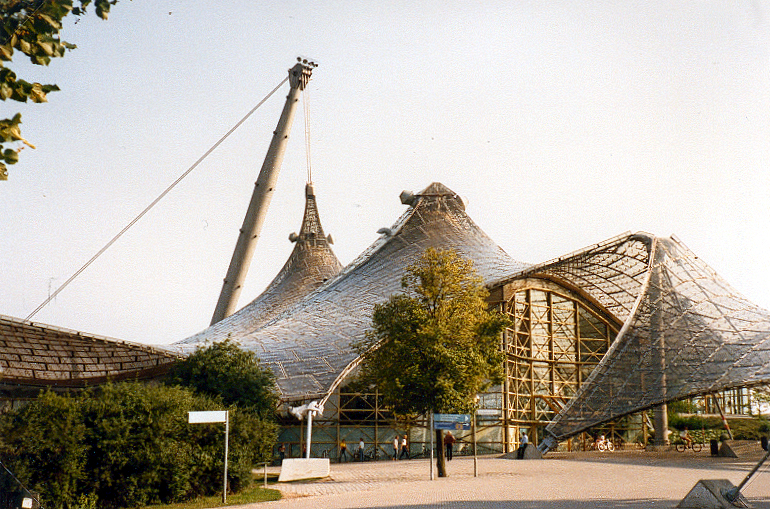
نمای یک بخش از سقف هذلولی‌وار پارک المپیک مونیخ، آلمان، سازه کششی.
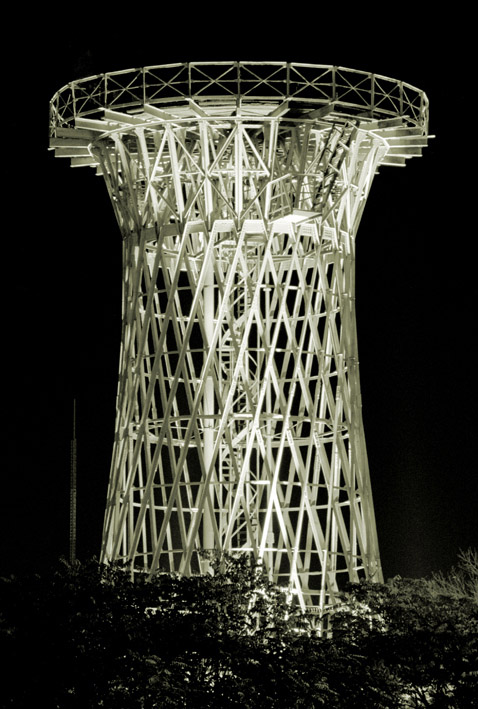
برج شوخوف در کراسنودار روسیه.